# Бјут (Аљаска)
Бјут (енгл. Butte) насељено је место без административног статуса у америчкој савезној држави Аљаска.

## Демографија
По попису из 2010. године број становника је 3.246, што је 685 (26,7%) становника више него 2000. године.
| Група             | 2000.         | 2010.         |
| Белци             | 2.351 (91,8%) | 2.859 (88,1%) |
| Афроамериканци    | 13 (0,5%)     | 10 (0,3%)     |
| Азијати           | 3 (0,1%)      | 19 (0,6%)     |
| Хиспаноамериканци | 32 (1,2%)     | 101 (3,1%)    |
| Укупно            | 2.561         | 3.246         |